# Croque-monsieur
Un croque-monsieur è un tipico tramezzino grigliato fatto con prosciutto e formaggio (in genere, emmental o groviera). Le origini sono francesi ed è proprio in Francia che viene servito comunemente in café e bar. La versione più elaborata comprende, tra gli ingredienti, anche la besciamella, mentre una famosa variante, il croque-madame, vuole anche l'uovo.

## Etimologia e storia
Il nome è composto dal verbo croquer (mordere) e la parola monsieur (signore); il motivo di questa combinazione di parole è poco chiara. Anche se le origini del croque-monsieur sono sconosciute, ci sono molte voci riguardo alla sua prima creazione. La prima apparizione di un croque-monsieur in un menù ufficiale avvenne nel 1910. La prima menzione in letteratura si rinviene nel capolavoro di Marcel Proust, "Alla ricerca del tempo perduto" (À la recherche du temps perdu) del 1918.

## Varianti
Quando servito con un uovo fritto adagiato sopra la fetta di pane superiore è noto come croque-madame (o, in parte della Normandia, come croque-à-cheval). Il famoso chef francese Jacques Pepin creò inoltre una versione diversa, usando del pollo al posto del prosciutto. Alcuni dizionari attribuiscono il nome alla somiglianza dell'uovo fritto a un cappello da donna. Secondo Le Petit Robert, il nome è stato attribuito intorno al 1960. Il nome croque-mademoiselle è associato a molti altri tipi di sandwich. 
Nei Paesi Bassi esiste una versione molto simile al croque-monsieur, preparata con gli stessi ingredienti, denominata tosti. 
In Italia è chiamato toast, parola che nel mondo anglofono designa il solo pane tostato. 
In Spagna, esiste una versione di questo sandwich in cui si sostituisce il prosciutto con la sobrasada (in catalano sobrassada), una salsiccia morbida tipica delle Isole Baleari. In Catalogna è noto con il nome di bikini.
Sostituendo o aggiungendo ingredienti, sono stati creati diversi tipi diversi di croque-monsieur tra cui:
- croque-provençal (con pomodoro)[1]
- croque-auvergnat (con formaggio Blu d'Alvernia)[2]
- croque-gagnet (con formaggio Gouda e salsiccia andouille)
- croque-norvégien (con salmone affumicato al posto del prosciutto)[3]
- croque-tartiflette (con fette di patate e formaggio Reblochon)[1]
- "Croque McDo" (tramezzino venduto presso i McDonald's francesi)[4]
- Monte Cristo sandwich (variante americana che viene ricoperta di uova o impastellata prima di venire fritta)[5][6]